# Rally Comunidad de Madrid de 2015
El Rally Comunidad de Madrid de 2015, oficialmente 6º Rally Comunidad de Madrid RACE-Opel, fue la sexta edición y la novena y última ronda de la temporada 2015 del Campeonato de España de Rally. Se celebró entre el 21 y el 22 de noviembre y contó con un itinerario de trece tramos que sumaban un total de 180,81 km cronometrados.

## Itinerario
| Día   | Tramo               | Nombre              | Distancia | Hora           | Ganador         | Tiempo | Líder     |
| Día 1 |                     |                     |           |                |                 |        |           |
| ----- | ------------------- | ------------------- | --------- | -------------- | --------------- | ------ | --------- |
| Día 1 | TC1                 | Puerto de La Puebla | 15.48 km  | 17:28          | Iván Ares       | 7:33.7 | Iván Ares |
| Día 1 | TC2                 | Puerto de Canencia  | 13.20 km  | 18:34          | Alberto Monarri | 6:55.5 | Iván Ares |
| Día 1 | TC3                 | Circuito del Jarama | 14.67 km  | 19:30          | Iván Ares       | 9:07.0 | Iván Ares |
| Día 1 | TC4                 | Puerto de La Puebla | 15.48 km  | 21:51          | Iván Ares       | 7:39.7 | Iván Ares |
| Día 1 | TC5                 | Puerto de Canencia  | 13.20 km  | 22:57          | Alberto Monarri | 6:48.3 | Iván Ares |
| Día 2 |                     |                     |           |                |                 |        | Iván Ares |
| TC6   | La Lancha           | 10.71 km            | 09:11     | Sergio Vallejo | 5:22.4          |        | Iván Ares |
| TC7   | Arrebatacapas       | 15.60 km            | 09:54     | Daniel Marbán  | 8:10.3          |        | Iván Ares |
| TC8   | El Herradón         | 15.39 km            | 10:18     | Sergio Vallejo | 7:27.1          |        | Iván Ares |
| TC9   | La Lancha           | 10.71 km            | 12:02     | Iván Ares      | 5:22.2          |        | Iván Ares |
| TC10  | Arrebatacapas       | 15.60 km            | 12:40     | Iván Ares      | 8:03.2          |        | Iván Ares |
| TC11  | El Herradón         | 15.39 km            | 13:04     | Iván Ares      | 7:20.6          |        | Iván Ares |
| TC12  | La Lancha           | 10.71 km            | 15:08     | Sergio Vallejo | 5:19.8          |        | Iván Ares |
| TC13  | Circuito del Jarama | 14.67 km            | 17:00     | Sergio Vallejo | 8:58.7          |        | Iván Ares |

## Clasificación final
| Pos. | Piloto                   | Copiloto                  | Automóvil                  | Tiempo    | Diferencia |
| ---- | ------------------------ | ------------------------- | -------------------------- | --------- | ---------- |
| 1.   | Iván Ares                | Álvaro Bañobre            | Porsche 997 GT3 RS 3.8     | 1:34:40.  | 0.0        |
| 2.   | Daniel Marbán            | Víctor M. Ferrero         | Porsche 997 GT3 RS 3.8     | 1:35:48.5 | +1:07.9    |
| 3.   | Alberto Monarri          | Rodrigo Sanjuan           | Mitsubishi Lancer Evo X    | 1:35:51.2 | +1:10.6    |
| 4.   | Cristian García Martínez | Rebeca Liso               | Mitsubishi Lancer Evo X R4 | 1:36:27.0 | +1:46.4    |
| 5.   | Alberto San Segundo      | Eva Navas                 | Mitsubishi Lancer Evo X    | 1:39:41.5 | +5:00.9    |
| 6.   | Gorka Antxustegui        | Alberto Iglesias          | Suzuki Swift S1600         | 1:42:07.0 | +7:26.4    |
| 7.   | José Luis Peláez         | Diego Sanjuan             | Peugeot 208 R2             | 1:42:37.1 | +7:56.5    |
| 8.   | José Alonso Liste        | Javier Prieto             | Mini Rallye N2             | 1:42:45.2 | +8:04.6    |
| 9.   | Fran Cima                | Alejandro López Fernández | Renault Clio RS R3T        | 1:42:47.1 | +8:06.5    |
| 10.  | José Calvar González     | Eva Costas Rodríguez      | Peugeot 208 R2             | 1:44:21.2 | +9:40.6    |